# 氣戶穴
氣戶穴是属于足陽明胃經的腧穴。

## 定位
鎖骨中點下緣，距前正中線4寸。

## 主治
咳喘、胸痛、呃逆等。

## 操作
沿肋間隙向外斜刺0.5～0.8寸；可灸。